# Christ Church Cathedral (Victoria)

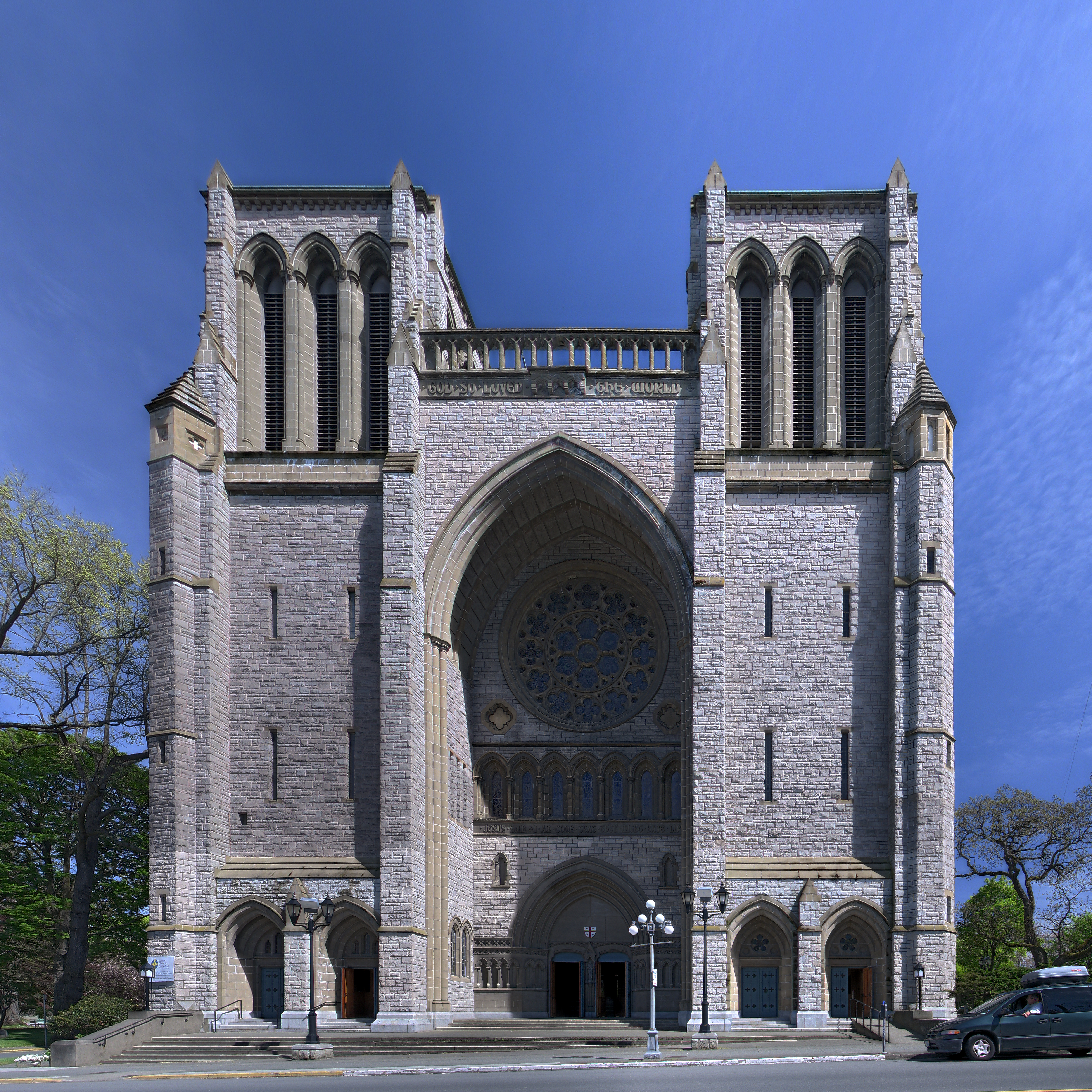
Exterior da Catedral

A Christ Church Cathedral é uma catedral anglicana em Victoria, Colúmbia Britânica, Canadá. É a terceira catedral da Diocese da Colúmbia Britânica, tendo sido construída em 1929, no cruzamento da Quadra Street e da Burdett Avenue.